# Auberge d'Auvergne et Provence
Pour les articles homonymes, voir Auberge de Provence et Auberge d'Auvergne.
L'auberge d'Auvergne et Provence (maltais : Berġa ta' Alvernja u Provenza) est une paire d'auberges hospitalières situées rue Hilda Tabone à Il-Birgu, à Malte. Elle a abrité des chevalier de l'ordre de Saint-Jean de Jérusalem originaires des langues d'Auvergne et de Provence, arrivés sur l'île en 1530. Un bâtiment, construit dans le style Melitan, est alors réquisitionné car les chevaliers ne pensent pas encore s'installer définitivement sur l'île. Les auberges opèrent dès 1531 et sont inscrites dans les registres de l'ordre en 1532. Elles servent de siège pour l'administration de l'ordre sur l'île.
Elle est constituée de deux maisons, intialement séparées, mais reliées entre elles et partageant par la suite une même façade. Une partie du sol et les souterrains, qui mènent à des anciennes rues à l'arrière, semblent dater du XVe siècle. Elle partage avec l'auberge de France, située juste à côté, un bâtiment pour leur usage commun, qui possède un pavage datant de l'époque byzantine.  Dans la même rue est située l'auberge d'Aragon.
Pour financer leur installation à la Valette, les chevaliers vendent le bâtiment à des particuliers. La partie droite du bâtiment est détruite juste avant la Seconde Guerre mondiale pour y construire une maison plus moderne. Des études menées en 1992 montrent qu'une grande partie reste malgré tout dans son état originel, même si le bâtiment a été divisé en plusieurs maisons et qu'un magasin s'y est installé.

L'auberge est inscrite dans plusieurs inventaires visant à sa protection, comme dans l'Antiquities List of 1925 et dans l'inventaire national du patrimoine culturel des îles maltaises. Il a été classé au niveau 1 des monuments nationaux en 2009.

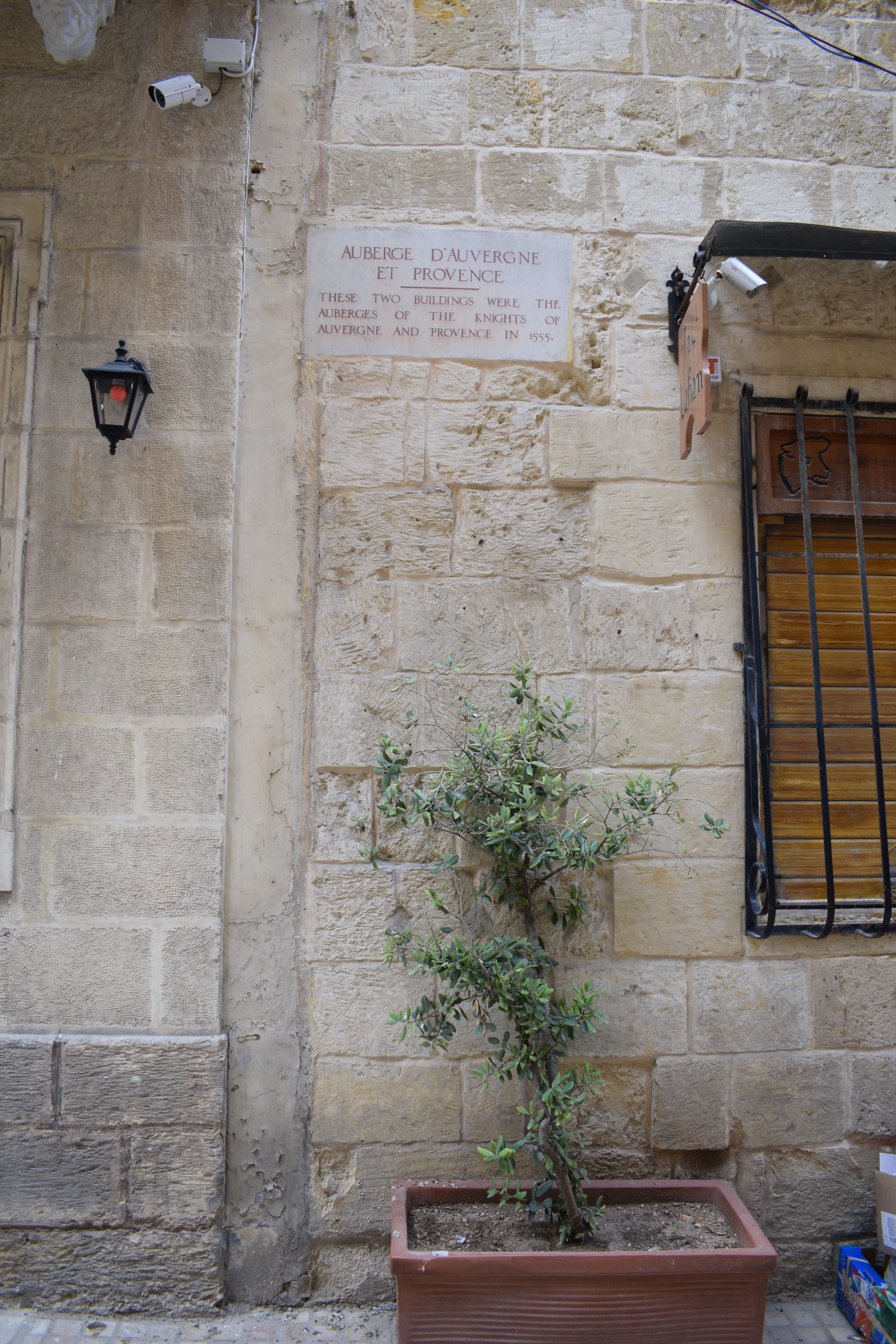
Façade de l'auberge d'Auvergne et Provence